# Kamerakran
Kamerakranen er den største og mest komplekse løsning til at lave kamerabevægelser i film. Udbuddet af kraner er mangfoldigt både i størrelse og teknologi og spænder over simple svingarme til store computerstyrede teleskop-kraner. Nogle er stationære, andre monteret på toppen af en skinnevogn. 
Kranen har en stor arbejdsradius og til forskel fra de øvrige mobile kamerateknikker, kan den arbejde vertikalt. Kombinationen mellem et horisontalt og vertikalt arbejdsrum sætter teknikken i stand til at lave et unikt og enestående udtryk, hvor beskueren i glidende og elegante bevægelser svæver gennem rummet. Fra frø til fugl. Fra nær til fjern. Fra side til side. Parallelt med denne mobilitet er kranens bevægelser hurtige og præcise.
Fleksibiliteten i systemet er også grunden til, at teknikken ofte bruges, hvor instruktøren vil have klippetempoet ned eller ønsker at udnytte effekten i et long shot.